# RFPL4B
RFPL4B (англ. Ret finger protein like 4B) – білок, який кодується однойменним геном, розташованим у людей на короткому плечі 6-ї хромосоми. Довжина поліпептидного ланцюга білка становить 263 амінокислот, а молекулярна маса — 29 922.
| 10         |  | 20         |  | 30         |  | 40         |  | 50         |
| ---------- |  | ---------- |  | ---------- |  | ---------- |  | ---------- |
| MAKRLQAELS |  | CPVCLDFFSC |  | SISLSCTHVF |  | CFDCIQRYIL |  | ENHDFRAMCP |
| LCRDVVKVPA |  | LEEWQVSVLT |  | LMTKQHNSRL |  | EQSLHVREEL |  | RHFREDVTLD |
| AATASSLLVF |  | SNDLRSAQCK |  | KIHHDLTKDP |  | RLACVLGTPC |  | FSSGQHYWEV |
| EVGEVKSWSL |  | GVCKEPADRK |  | SNDLFPEHGF |  | WISMKAGAIH |  | ANTHLERIPA |
| SPRLRRVGIF |  | LDADLEEIQF |  | FDVDNNVLIY |  | THDGFFSLEL |  | LCPFFCLELL |
| GEGESGNVLT |  | ICP        |  |            |  |            |  |            |

A: Аланін

C: Цистеїн

D: Аспарагінова кислота

E: Глутамінова кислота

F: Фенілаланін

G: Гліцин

H: Гістидин

I: Ізолейцин

K: Лізин

L: Лейцин

M: Метіонін

N: Аспарагін

P: Пролін

Q: Глутамін

R: Аргінін

S: Серин

T: Треонін

V: Валін

W: Триптофан

Білок має сайт для зв'язування з іонами металів, іоном цинку. 